# 後藤三雄
後藤三雄（日语：／ Gotō Mitsuo，1946年7月23日—），日本政治人物，熊本縣菊陽町人，2006年至2022年間擔任菊陽町町長。

## 生平
後藤三雄出身菊陽町，畢業於大津高等學校和熊本商科大學（今熊本學園大學）商科系商科專業。
1968年進入菊陽町公所工作，歷任保健衛生科長、計劃財政科長、總務科長和總括審議員。2006年以總務部長職務退休，同年參與菊陽町長選舉，並當選，此後在2010年、2014年和2018年的選舉中也勝選，共任四個任期。2022年6月21日，後藤宣佈不再參與當年的町長選舉。
2022年10月13日，後藤三雄期滿退任。
2023年1月，新任菊陽町長吉本孝壽率團參訪臺灣寶山鄉時表示，前任後藤三雄在2022年亦有訪問臺灣的計劃，因爲臺灣新冠肺炎防疫政策而未能成行。